# Грим

Коробка жирового театрального грима

Грим (от фр. grimer — букв. подкрашивать лицо) — вид театральной косметики, необходимой актёрам на сцене для изображения и имитации в ходе проведения спектакля или игры на съёмках художественного фильма.

## Виды грима

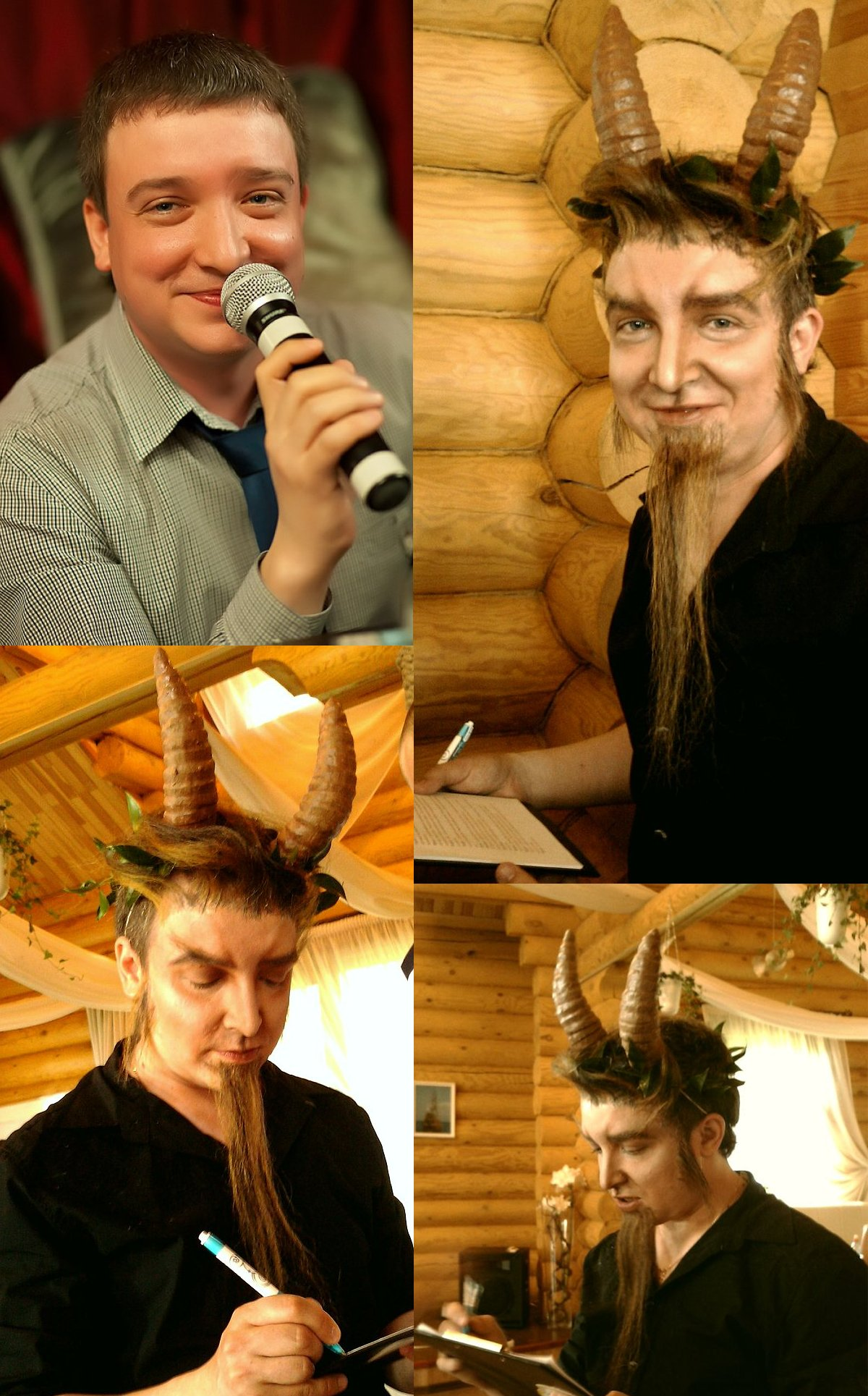
Ведущий Артём Фадеев в гриме Сатира. Гримёр: Денис Потеряев. Лёгкий театральный грим живописными методами для работы на близкой сцене. На лбу, висках и подбородке приклеены искусственные волосы. Рога из латекса на проволочном ободке.

Существует два метода грима: живописный и объёмный (пластический). Живописные приёмы грима предполагают использование только красок для имитации объёма — нужные впадины и выпуклости просто рисуются на лице, и меняется цвет кожи. Объёмный грим предполагает использование налепок, наклеек и подтяжек, а также постижёрных изделий (усы, бороды, парики). В настоящее время понятие объёмного грима полностью отождествляется с понятием пластического грима. Пластический грим предполагает наклеивание на кожу эластичных накладок из пенолатекса или силикона.
Основные материалы для изготовления пластических накладок — различные виды силикона, латекса (как правило вспененного), желатиновые смеси, полиуретаны и прочие эластичные материалы.
Впервые вспененный латекс был получен в 1929 году в Dunlop Latex Development Laboratories в городе Бирмингеме британским учёным E. A. Murphy. Мёрфи использовал обычный кухонный миксер, чтобы взбить первую в истории порцию латексной пены. И только спустя много лет пенолатекс стал обширно использоваться гримёрами. 
История развития пластического грима в России и Советском Союзе начинается в 1930 году. Первые упоминания о латексе появились у Р. Д. Раугула в статье «Новые приёмы грима как средство обогащения выразительности актёра».
Большая исследовательская работа в области пластического грима велась в мастерской пластического грима киностудии «Мосфильм» под руководством художника-гримёра В.Г Яковлева. Успешные результаты этой работы сделали возможным широкое применение пластического грима в советском кинопроизводстве.
После распада СССР цех пластического грима на «Мосфильме» находился в упадочном состоянии, и на рынке появились независимые мастера и студии.
Для изменения внешности гримёрами также используются постижёрные изделия — накладные усы, бороды, парики и тому подобное. Нередко для изменения прикуса используются вставные челюсти и накладные клыки, изготовленные из стоматологических материалов.
Гримёрные материалы и краски, наносимые на кожу, должны быть безопасными и гипоаллергенными, и должны смываться без особого труда и вреда для здоровья. Совершенствование современных гримёрных технологий происходило и продолжается преимущественно на киностудиях в США как в стране с развитой индустрией кино.

## Грим для кино

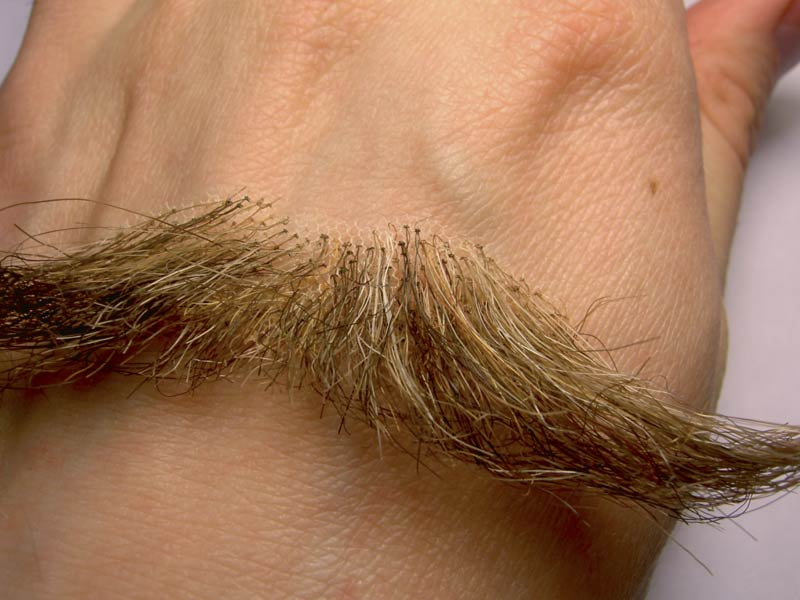
Накладные усы для кино крупным планом

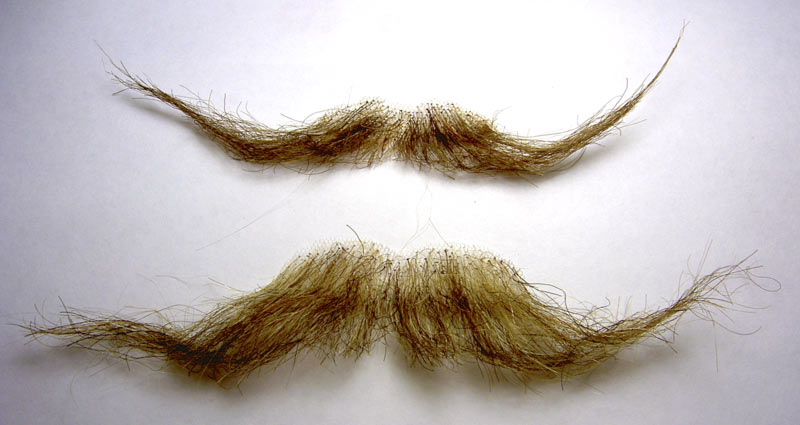
Накладные усы для кино крупным планом

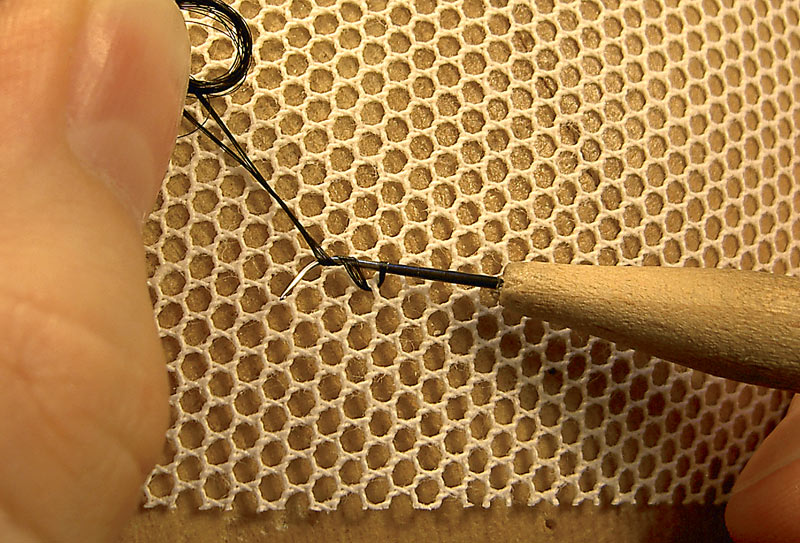
Процесс завязывания волоса на сетке специальным крючком

Искусство грима в кино имеет свою специфику. Грим приспособлен здесь к условиям операторской техники цвето- и светочувствительности киноплёнки, к характеру освещения. Грим для театра и сцены, как правило, всегда весьма грубый и условный, а при киносъёмке крупным планом требует особенно тщательной и кропотливой работы гримёра. Совершенствуется кинооборудование, осветительные приборы, возрастают требования режиссёров и зрителей к качеству грима: всё это требует постоянного совершенствования гримёрных технологий и материалов. Современный киногрим по качеству сильно приближается к гриму для непосредственного восприятия вживую, и даже пластические детали всё чаще делаются из полупрозрачных силиконов, чтобы быть максимально похожими на человеческую плоть.

## Гримёрные материалы
Материалы, используемые для грима в кино, существенно отличаются от материалов и красок, используемых в театре. Фактически, в театре до сих пор сохраняются традиционные технологии и средства: грим на жировой основе, сандарачный клей, гумоз, наклейки из ваты, тюля. В это же время кинематограф начала XXI века широко использует пенолатексные и силиконовые накладки, устойчивые акриловые и силиконовые клеи, устойчивые гримёрные краски на спиртовой основе.
Передовая технология в пластическом гриме начала XXI века: инкапсуляция силикона в различные плёнкообразующие материалы. При инкапсуляции, на стенки негативной и позитивной форм наносится инкапсулятор, высушивается, и далее форма заполняется мягким гелеподобным силиконом. Для этого процесса используется растворимый инкапсулятор и мягкий платиновый силикон. В результате получаются мягкие детали с краями, которые можно растворить спиртом или ацетоном.

## Постижёрные изделия
Особая и очень важная отрасль грима — это изготовление постижёрных изделий (постижей). Постижёр занимается изготовлением изделий из волос: бороды, усы, бакенбарды, парики и прочие всевозможные накладки. Изготовление накладных усов или бород — это очень кропотливый процесс, требующий большого количества времени и аккуратности. Он заключается в том, что с помощью маленького крючка на тончайший тюль навязываются волосы почти на каждую ячейку. Этот процесс называется «тамбуровка» (ventilating, knotting, tamburering). Парики делаются чаще всего с использованием треса — шнура из особым образом сплетённых волос. Трес нашивается рядами на шапочку-основу для парика — монтюр.

## Профессии, в которых используется грим
Кроме актёров, грим используется артистами цирка, артистами балета, телеведущими, представителями шоу-бизнеса (певцами, музыкантами и другими), блогерами. Также грим используют для умерших.

## Производители грима
Лидером по производству отечественного профессионального грима для театра и кино долгое время была Ленинградская фабрика «Грим», открытая в 1935 году. Даже во время Великой Отечественной войны фабрика продолжала работать. Считается, что инициатива по созданию фабрики исходила от председателя Ленинградского отделения Всесоюзного театрального общества — народной артистки СССР Екатерины Павловны Корчагиной-Александровской. Всероссийским театральным обществом (ВТО), было принято решение об организации в 1935 году, в Доме ветеранов сцены, лаборатории по изготовлению грима для артистов. А с ноября 1936 года лаборатория становится «Фабрикой гримировальных принадлежностей ВТО». С 1945 года производство расширяется: фабрика производит грим, театральную пудру, кремы для лица и средства для снятия грима.

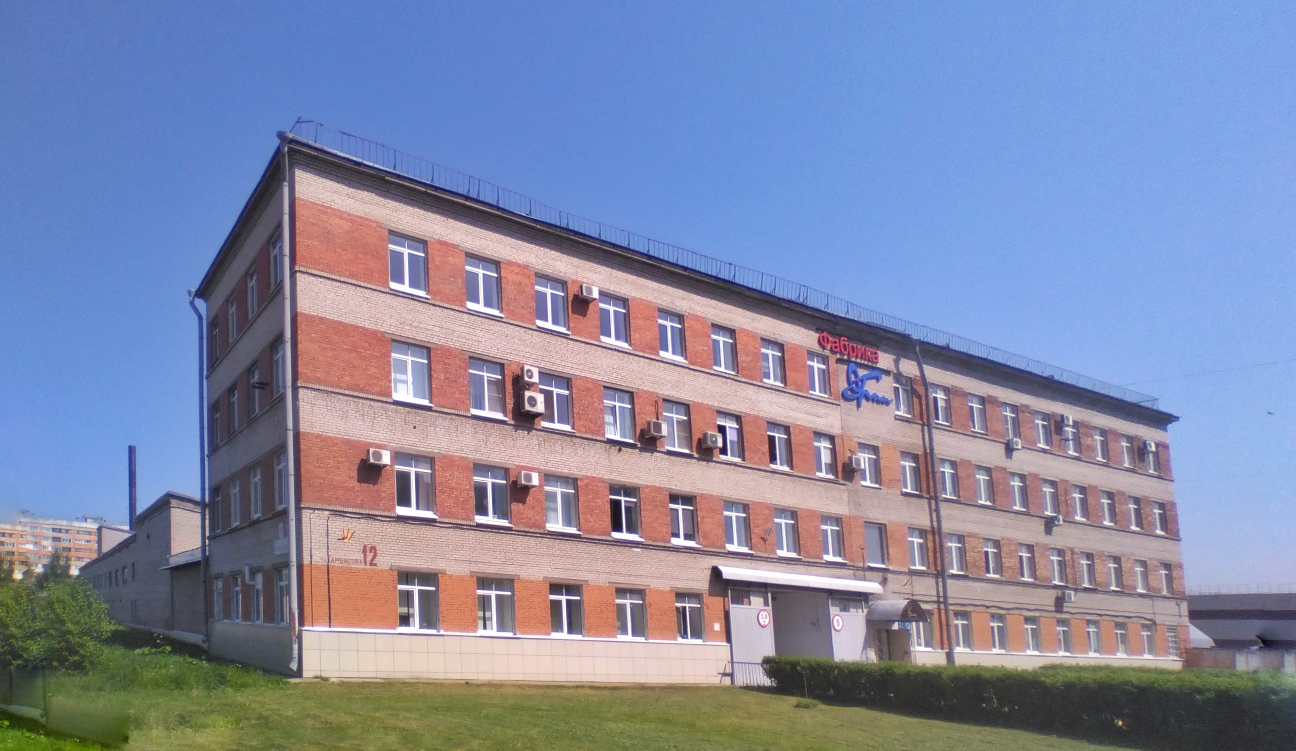
Современное строение фабрики Грим

 В 2013 году предприятие прекратило работу, в связи с необходимостью модернизации производственного оборудования, остался работать один цех по производству небольшого ассортимента декоративной косметики. И в этом же году было переименовано в ООО «Грим СПб». Под новым именем фабрика продолжает работу и выпуск некоторых классических позиций, как например, «Тушь для ресниц и бровей».
Существовала московская Фабрика гримировальных принадлежностей Всероссийского театрального общества, основанная в 1929 году, о ней практически нет информации, известно, что она располагалась по адресу Малая Бронная, дом 46.